# Латениум
Латениум  (фр. Laténium) — археологический музей в пригороде Невшателя (Швейцария), специализирующийся на древностях региона (в частности на латенской археологической культуре). 

## Экспозиция
Латениум включает парк площадью 2500 м² и здание музея, в котором также находится археологическая секция университета Невшателя. В парке расположены дольмены, реконструкции доисторических и античных сооружений (в частности, дом времён Ла-Тена, галло-римский корабль и кельтский мост). В музее представлены древнее судно, 20-метровый галло-римский корабль, найденный в Беве (фр. Bevaix). В экспозициях выставлены предметы периодов от палеолита до Римской империи, а также остатки мадленского охотнического лагеря.
Одним из важных экспонатов является Венера Невшательская (также Венера из Монруца, фр. Vénus de Monruz) - мини-скульптура времён палеолита, обнаруженная в 1990 году в пригороде Монруц Невшателя в ходе охранных раcкопок на месте строительства шоссе A5. Статуэтка была создана около 12-13 тыс. лет тому назад и относится к культуре Мадлен. В качестве материала для изготовления древний скульптор использовал гагат, легко поддающийся обработке. Сравнительно  малая по размером (1,8 см высотой), Венера Невшательская абстрактно передаёт форму выгнутого женского тела. Возможно статуэтка использовалась в качестве подвески или амулета, о чём свидетельствует просверлённое сквозное отверстие в её верхней части.
Заслуживает внимания коллекция кельтского оружия бронзового и железного веков. К примеру, уникальными экспонатами являются бронзовый меч с декоративным  навершием рукоятки в виде антенн, а также меч с антропоморфной рукояткой.

## Галерея
- Здание музея Латениум
- Реконструкция кельтского моста
- Галло-римский корабль
- Венера Невшательская
- Интерьер музея (вид на древнее судно)
- Реконструкция галло-римского корабля
- Меч с антеннами[2] в Латениуме
- Меч с антропоморфной рукояткой